# Timea unistellata
Timea unistellata är en svampdjursart som först beskrevs av Topsent 1892.  Timea unistellata ingår i släktet Timea och familjen Timeidae. Utöver nominatformen finns också underarten T. u. aspera.